# Ritratto d'uomo di profilo
Ritratto d'uomo di profilo è un dipinto di Giovanni Antonio Boltraffio. Eseguito probabilmente verso il 1500, è conservato nella National Gallery di Londra.

## Descrizione
L'identità del soggetto del ritratto non è certa, ma potrebbe trattarsi del bolognese Girolamo Casio, con cui il Boltraffio era in rapporti di amicizia. La posa di profilo sembrerebbe essere tipica dell'ambito milanese, in cui il pittore operò.